# Lijst van departementen en arrondissementen in Hauts-de-France
De Franse regio Hauts-de-France heeft de volgende departementen en arrondissementen:

## Aisne
- Château-Thierry
- Laon
- Saint-Quentin
- Soissons
- Vervins

Zie ook lijsten van de kantons en de gemeentes.

## Noorderdepartement
- Avesnes-sur-Helpe
- Cambrai
- Douai
- Duinkerke
- Rijsel
- Valenciennes

Zie ook lijsten van de kantons en de gemeentes.

## Oise
- Beauvais
- Clermont
- Compiègne
- Senlis

Zie ook lijsten van de kantons en de gemeentes.

## Pas-de-Calais
- Arras
- Béthune
- Boulogne-sur-Mer
- Calais
- Lens
- Montreuil
- Sint-Omaars

Zie ook lijsten van de kantons en de gemeentes.

## Somme
- Abbeville
- Amiens
- Montdidier
- Péronne

Zie ook lijsten van de kantons en de gemeentes.